# Лебедев, Борис Иванович (художник)

Н. Л. Бродский, Б. И. Лебедев, В. А. Фаворский, Н. В. Ильин на выставке рисунка Бориса Лебедева, 1940-е годы.

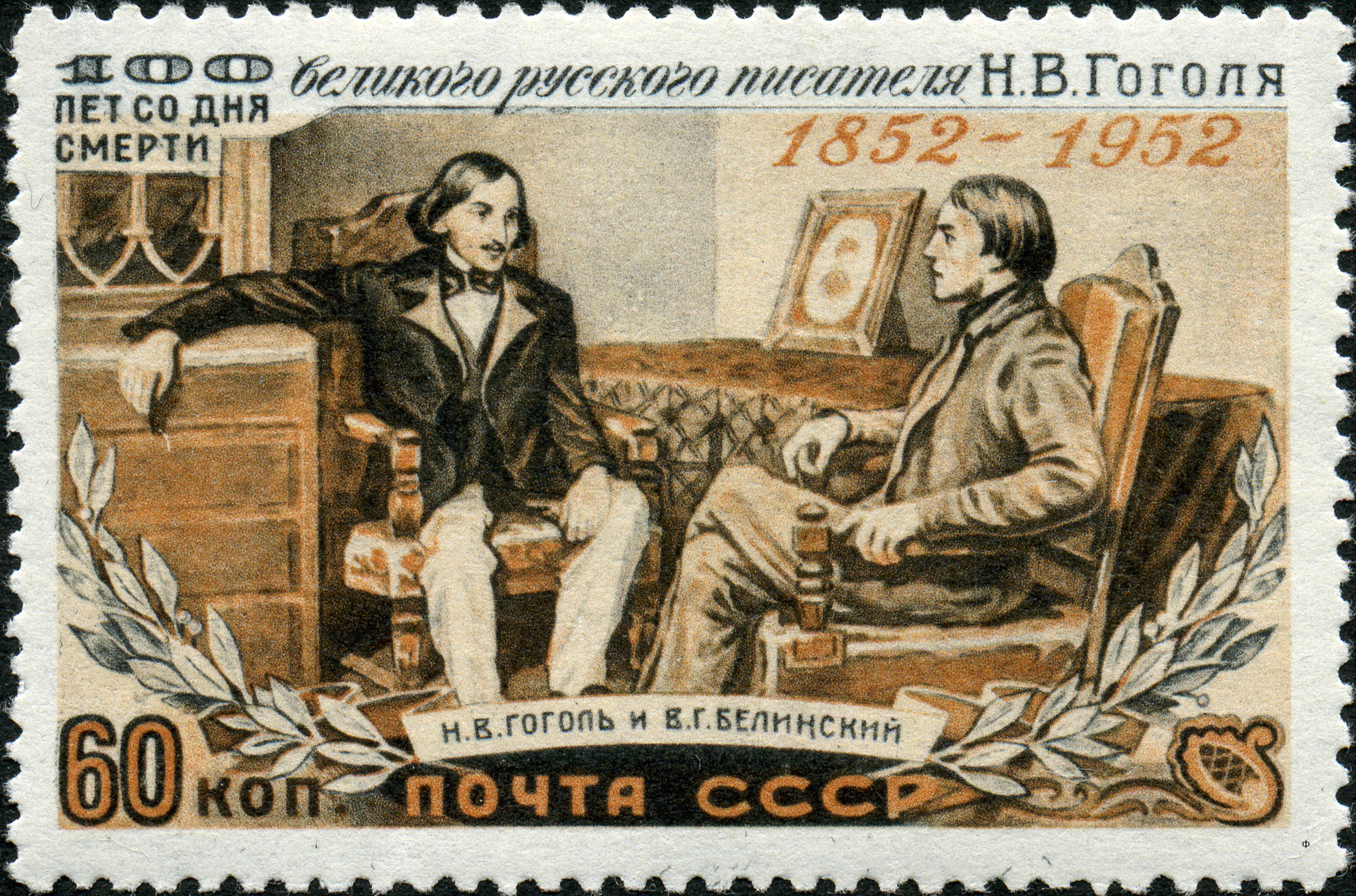
Почтовая марка СССР, 100 лет со дня смерти великого русского писателя Н. В. Гоголя (Н. В. Гоголь и В. Г. Белинский), 1952 год.

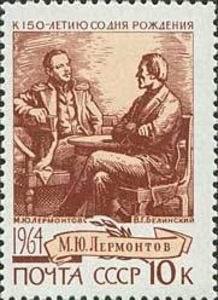
Почтовая марка СССР, 150 лет со дня рождения М. Ю. Лермонтова (М. Ю. Лермонтов и В. Г. Белинский), 1964 год.

Бори́с Ива́нович Ле́бедев (1 августа 1910, Дубровное, Тобольская губерния — 17 августа 1997, Пенза) — советский и российский художник-график и книжный иллюстратор. Член Союза художников СССР (1950). Заслуженный художник РСФСР (1969). Народный художник РСФСР (1980). Входил в состав коллектива художников Лесегри.

## Биография
Борис Лебедев родился 1 августа 1910 года в селе Дубровском (Дубровном) Дубровской волости Курганского уезда Тобольской губернии, ныне село Дубровное входит в Варгашинский муниципальный округ Курганской области.
С 1925 по 1929 годы учился в Саратовском художественно-промышленном техникуме. С 1929 года работал художником-графиком в газетах «Правда Южного Казахстана», «Советский дирижаблист», на фабрике «Диафильм» и в газете «Комсомольская правда» .
20 июня 1941 году приехал в Пензу по приглашению писателя Владимира Лаврентьевича Садовского для художественного оформления мероприятий к 100-летию со дня гибели Михаила Юрьевича Лермонтова. Работал заведующим художественным отделом в пензенской газете «Сталинское знамя», занимался организацией создания и публикаций антифашистских карикатур. В военные годы он подготовил и издал два альбома «Он ушёл на фронт» и «Фронт и тыл».
Основные художественные работы Б. И. Лебедева были посвящены В. И. Ленину и литератору В. Г. Белинскому (альбом «В. Г. Белинский в жизни», 1948 год), Б. И. Лебедев был художественным иллюстратором в книгах и произведениях таких писателей как Корней Чуковский (1943, «Одолеем Бармалея!» (военная сказка) и «Мойдодыр»), Максим Горький (1963, «В. И. Ленин»), А. И. Кравченко (1969, «Рассказы о Надежде Константиновне Крупской»), В. Г. Короленко, П. И. Замойский и Ф. В. Гладков.
С 1966 года Б. И. Лебедев являлся участником выставок, проводившихся в Центральном доме журналистов и в Государственном Центральном музее В. И. Ленина.
Основные художественные произведения Б. И. Лебедева находятся в музеях и галереях, таких как: Пензенский областной картинной галереи имени К. А. Савицкого, Музей-усадьба В. Г. Белинского, Дом-музей М. Ю. Лермонтова и Музей А. Н. Радищева
С 1950 года член Союза художников СССР.

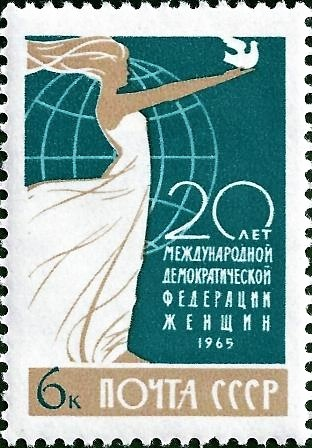
Марка СССР, выпущенная к 20-летию Международной демократической федерации женщин, 1965

По мотивам рисунков Лебедева в 1952, 1964 и 1965 годах были выпущены почтовые марки СССР, включая коллекционную марку с ошибкой «20 лет Всемирной демократической федерации женщин». 
В 1969 году Указом Президиума Верховного Совета РСФСР было присвоено почётное звание Заслуженный деятель искусств РСФСР, в 1980 году — Народный художник РСФСР.
Борис Иванович Лебедев умер 17 августа 1997 года в городе Пензе Пензенской области.

## Награды и звания
- Народный художник РСФСР, 1980 год, «за большие заслуги в области искусства».
- Заслуженный художник РСФСР, 11 июня 1969 года.
- Поощрительный диплом за художественное оформление книги М. Горького «В. И. Ленин», 1963 год.

### Премии
- Премия Союза журналистов СССР[7]

## Память
- 17 августа 2022 года в Литературном музее города Пензы открылась выставка, посвященная Борису Лебедеву (25 лет со дня смерти)[10].

## Семья
Дочь Татьяна Васильева.